# Code Lyoko : X.A.N.A. Destruction finale
Code Lyoko : X.A.N.A. Destruction finale (Code Lyoko: Fall of X.A.N.A.) est le troisième jeu vidéo, sorti en 2008, issu de la série télévisée d'animation Code Lyoko.

## Synopsis
Le jeu se passe pendant la saison 4 de Code Lyoko. Les héros sont désormais des guerriers aguerris. Mais XANA l'est aussi, et ses attaques sont de plus en plus nombreuses et de plus en plus fortes. Le jeu consiste à évoluer dans l'univers des Lyokoguerriers (collège Kadic, ville, Lyoko, bases des réplikas) et à trouver le moyen d'enfin vaincre XANA.